# Dungamal
Dungamal è una suddivisione dell'India, classificata come census town, di 6.206 abitanti, situata nel distretto di Khordha, nello stato federato dell'Orissa. In base al numero di abitanti la città rientra nella classe V (da 5.000 a 9.999 persone).

## Geografia fisica
La città è situata a 19° 42' 28 N e 85° 10' 45 E.

## Società

### Evoluzione demografica
Al censimento del 2001 la popolazione di Dungamal assommava a 6.206 persone, delle quali 3.933 maschi e 2.273 femmine. I bambini di età inferiore o uguale ai sei anni assommavano a 540, dei quali 268 maschi e 272 femmine. Infine, coloro che erano in grado di saper almeno leggere e scrivere erano 5.125, dei quali 3.531 maschi e 1.594 femmine.